# Josias Hegardt
Josias Hegardt, född 19 augusti 1683 i Malmö, död där 18 juli 1762, var en svensk företagare och riksdagsman.

## Biografi
Josaias Hegardt var son till handlaren och rådmannen Peter Hegardt. Han fick sin utbildning i handel och manufaktur i Lübeck, Hamburg och Schwerin 1697–1705 och övertog därefter faderns handelsrörelse i Malmö. Han fick 1710 burskap som handlare och blev 1714 förman för Malmö stads äldste. Josias Hegardt var kyrkoföreståndare för Caroli församling, Malmö 1715–1762. Han var 1719 riksdagsman för Malmö och ledamot av Sekreta utskottet. Året därpå erbjöds han en rådmansbefattning i Malmö men avböjde. Hegardt anlade 1725 en ylle- och klädesfabrik i Malmö, och blev 1726 stadens politieborgmästare.